# روبرت بيرنر
روبرت آرباكل بيرنر (25 نوفمبر 1935 - 10 يناير 2015) عالم أمريكي معروف بإسهاماته في نمذجة دورة الكربون. قام بتدريس الجيولوجيا والجيوفيزياء من عام 1965 حتى عام 2007 في جامعة ييل ، حيث عمل أخيرًا كأستاذ فخري حتى وفاته. أدت أعماله على الصخور الرسوبية إلى التأسيس المشترك لنموذج BLAG   من ثاني أكسيد الكربون في الغلاف الجوي ، والذي يأخذ في الاعتبار كل من المساهمات الجيوكيميائية والبيولوجية لدورة الكربون.